# حريق وانفجارات سيتاكوندا 2022
حدث حريق ثم انفجارات في مستودع حاويات في سيتاكوندا أوبازيلا، منطقة شيتاغونغ، بنغلاديش، في ليلة 4 يونيو 2022، مما أدى إلى مقتل ما لا يقل عن 41 شخصًا وإصابة أكثر من 450 آخرين. 
وقع الحادث في مستودع حاويات BM في منطقة كادامراسول في سيتاكوندا أوبازيلا. بعد اندلاع حريق في منطقة التحميل حوالي الساعة 21:00 بالتوقيت المحلي (15:00 توقيت عالمي منسق)، حدث انفجار هائل في حوالي الساعة 23:45 (17:45 UTC)، مما تسبب في مزيد من الانفجارات التي انتشرت عبر المستودع بسبب اشتعال المواد الكيميائية المخزنة في الحاويات. أثّرت قوة الانفجارات على المباني على بعد عدة كيلومترات، وذكر أحد الشهود أن الانفجارات تسببت في سقوط وابل من الكرات النارية.
صرّح رئيس خدمة الإطفاء في بنغلاديش أنه كان هناك مادة بيروكسيد الهيدروجين في المستودع مما حال دون السيطرة على الحريق. كانت النيران لا تزال مشتعلة والانفجارات ما زالت تُسمع حتى ظهر اليوم التالي. كما انضم الجيش البنغلاديشي إلى جهود مكافحة الحريق. أخيرًا تمت السيطرة على الحريق وانتهى بعد ظهر يوم 7 يونيو 2022.

## خلفية
مستودع حاويات BM هو مشروع مشترك هولندي بنغلادشي خاص، وهو ميناء جاف (ICD) يتعامل مع البضائع للاستيراد والتصدير منذ عام 2011. ذكر مجيب الرحمن، مدير المستودع، أن حوالي 600 شخص يعملون في المستودع. ويعد المستودع واحدًا من 19 مستودعًا مماثلًا في الدولة.
صرّح روحل أمين سيكدر، المتحدث باسم جمعية مستودعات الحاويات الداخلية البنجلاديشية (BICDA)، أن المستودع يغطي مساحة قرابة 30 فدانًا. وكان يحتوي على حوالي 4300 حاوية مكافئة. في يوم الحريق. كان العديد منها لصناعة الملابس وتحتوي على مواد كيميائية خطرة مستخدمة فيها، بما في ذلك مادة بيروكسيد الهيدروجين.
نظرًا لعدم تطبيق لوائح السلامة بصرامة في بنغلاديش، فإن اشتعال الحرائق من الأمور شائعة في البلاد.

## الحريق والانفجارات
أفادت مصادر خدمات الطوارئ المحلية أن الحريق بدأ داخل منطقة التحميل بالمستودع حوالي الساعة 9 مساءًا بالتوقيت المحلي. ووصل المئات من مكافحي الحرائق والمتطوعين بسرعة إلى المستودع وبدأوا في مكافحة الحريق.
كان الانفجار الأول هائلاً وقد حدث حوالي الساعة 11:45 مساءًا، وقد أدى لحصار العديد من الموجودين في مكان الحادث وتناثر العديد من الأشخاص الآخرين في الهواء. أدى هذا الانفجار الأولي إلى عدة انفجارات لاحقة. كان العديد من الحاويات يحتوي على مواد كيميائية قابلة للاشتعال، وعندما اجتاحتها النيران تسببت في حدوث انفجارات وانتشار النيران.
وذكرت الأنباء أن الانفجارات هزت الأرض في المنطقة المحيطة وتحطمت نوافذ المباني المجاورة. كانت قوة الانفجارات كبيرة بما يكفي لدرجة أنها أثرت على المباني على بُعد كيلومترات. كانت الأدخنة المنبعثة من الحريق سامة أيضًا بسبب المواد الكيميائية، مما يجعل جهود مكافحة الحرائق أكثر صعوبة. ذكر أحد إداريي المنطقة أن الحريق في المستودع امتد إلى سبعة أفدنة على الأقل. صرّح الجيش أن 250 جنديًا كانوا ينشرون أكياس الرمل لمنع المواد الكيميائية من التسرب إلى المحيط الهندي. ذكر مسؤولو الإطفاء أن الانفجارات استمرت حتى اليوم التالي، مما أدى إلى تعقيد جهود مكافحة الحريق.
وذكر شاهد عيان أن الانفجار «أطلق كرات نارية إلى السماء ثم سقطت» مثل المطر«، وأن قطعة واحدة من الحطام طارت قرابة نصف كيلومتر من موقع الحريق بالقرب من مكان وجوده». ذكر أحد الضحايا أنه كان يقف داخل المستودع وقد قذفه الانفجار لمسافة 10 متر (30 قدم)، وأنه أُصيب بحروق في يديه ورجليه. ورد أن الانفجار الرئيسي سُمع من مسافة 30 إلى 40 كم (20 إلى 25 ميل). قارن العديد من البنغاليين هذا الانفجار بانفجار بيروت عام 2020.

## الضحايا والإصابات
تُوفي ما لا يقل عن 41 شخصًا وأصيب أكثر من 450 آخرين في الحادث.  صرح مسؤول في وزارة الصحة في شيتاغونغ أن ما لا يقل عن 350 من المصابين كانوا في مستشفى كلية شيتاغونغ الطبية (CMCH). وكان العديد من المصابين في حالة حرجة. وقد أُصيب العديد من هؤلاء المتوفين بحروق شديدة لدرجة الحاجة لاختبار البصمة الوراثية DNA لتحديد هوياتهم. ذكر المتطوعون أنه لا يزال هناك المزيد من الجثث المتبقية في المستودع.
أفاد العميد معين الدين، المدير العام لخدمات الإطفاء والدفاع المدني، بوفاة خمسة من رجال الإطفاء وإصابة 21 آخرين. لا يزال هناك عدد من الصحفيين الذين كانوا ينشرون على وسائل التواصل الاجتماعي في عداد المفقودين.
توفي Oliur Rahman Nayan، أحد الذين قاموا بالبث على فيسبوك، وهو عامل يبلغ من العمر 20 عامًا في المستودع أثناء البث المباشر. حيث بدأ ببث حادثة الحريق مساء السبت، لكنه لم يستطع الاستمرار حيث حدث انفجار قطع اتصاله بالإنترنت وأوقف البث.

## الأضرار
و قدّر المتحدث باسم المستودع، سيكدر أن ما قيمته أكثر من 20 مليون دولار من الحاويات الفارغة وأكثر من 90 مليون دولار من الحاويات مع البضائع قد دُمرت في الكارثة. كان من المقرر شحن بعض البضائع المخزنة في المستودع لصالح شركة الملابس H&M، وكان من المقرر شحن قرابة 100 حاوية مكافئة من البضائع لشركات تجارية أوروبية غير مسماة، ولكن من غير الواضح ما إذا كان أي من هذه البضائع قد تعرض للتلف.

## ما بعد الكارثة
كانت الشيخة حسينة، رئيسة وزراء بنجلاديش، في حالة «صدمة وحزن عميقان» بسبب خطورة الحادث، وطالبت السلطات بتقديم العلاج للمصابين. أعلنت الحكومة أن عائلات المتوفين ستتسلم تعويضًا قدره 50,000  تاكا بنغلاديشيBDT وهو ما يُعادل (522.90.001) يورو، بينما سيحصل المصابون على 20,000 BDT (209.16.00) يورو [lower-alpha 2]).
جرى تشكيل لجان متعددة للتحقيق في الحادث.
وخلال الجلسة البرلمانية، اقترح النائب هارونور رشيد على الحكومة تشكيل لجنة تحقيق محايدة لمعرفة ما إذا كان الحريق متعمدًا. كما انتقد الحكومة لعدم اعتقالها صاحب مستودع حاويات BM.
في 6 يونيو، نظّم الحزب الشيوعي البنغلاديشي مسيرة ومظاهرة في دكا. ووصفوا الحادث بأنه «قتل» وطالبوا بعقوبة مناسبة للجاني.
وانتقدت رومين فرحانة الحكومة في جلسة البرلمان بشأن الحادث. وقارنت الحادث بالقتل المتعمد، وقالت إن مدير مستودع الحاويات عضو في حزب رابطة عوامي الحاكم، وكان مسؤولاً عن تخزين المواد القابلة للاشتعال في المستودع في حالة خطرة دون اتباع القواعد واللوائح.

## ملحوظات
1. ↑  هذه القيمة تضم الحاويات الفارغة